# Pluviôse

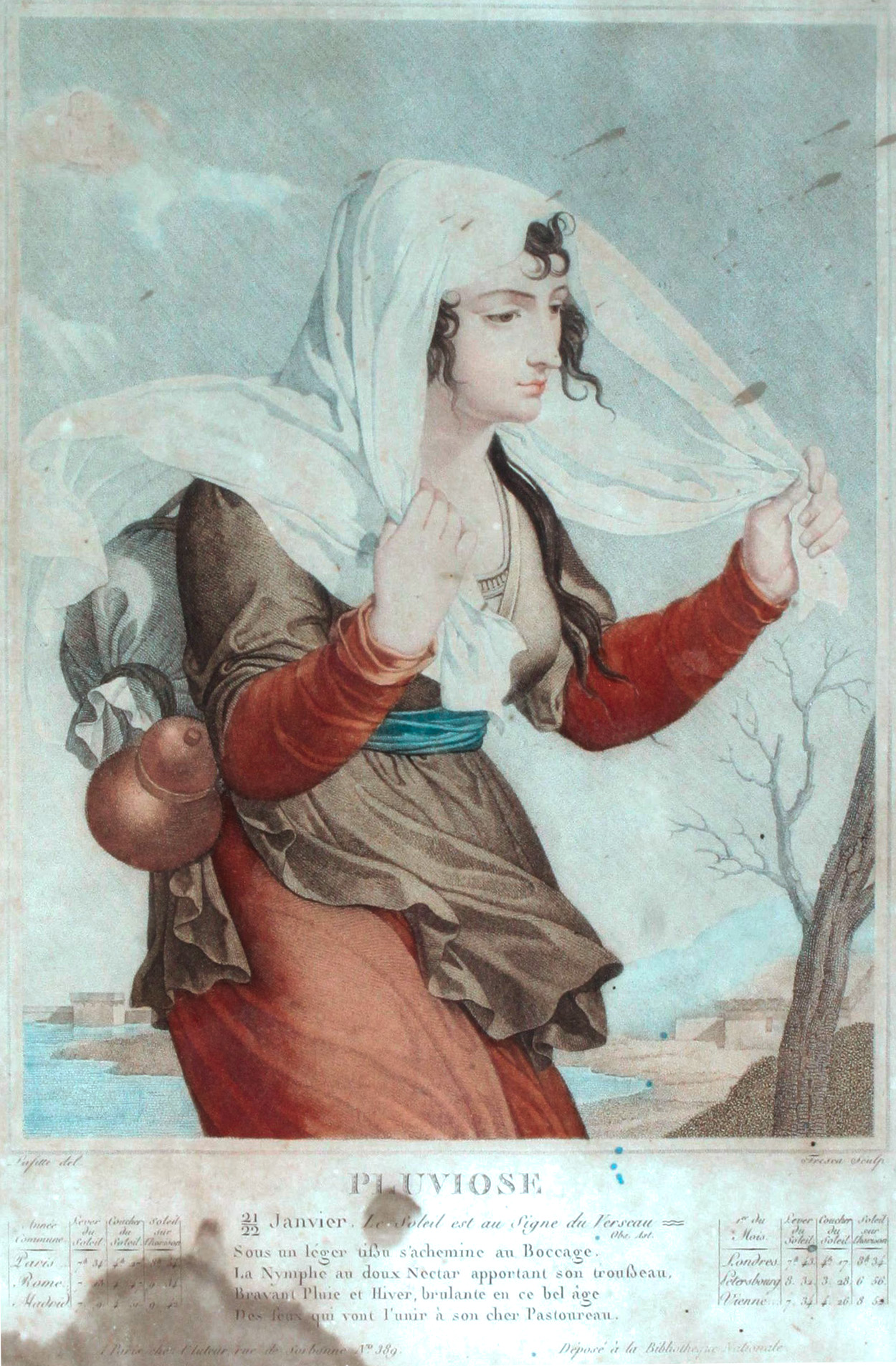
A hónap allegorikus ábrázolása

Pluviôse (ejtsd: plüvióz), magyarul: Eső hava, a francia forradalmi naptár ötödik, téli hónapja.
Megközelítően – az évektől függően egy-két nap eltéréssel – megegyezik a Gergely-naptár szerinti január 21-étől február 18-áig terjedő időszakkal, amikor a Nap áthalad az állatöv Vízöntő csillagképén.
A latin pluviosus, „esős” szóból származik, mivel „januárban és februárban általában bőségesen esik az eső”, olvasható Fabre d’Églantine költő javaslatában, melyet 1793. október 24-én, a „Naptárkészítő Bizottság” nevében nyújtott be a Nemzeti Konventnek.
A II. esztendő Hó hava 4-én kelt (1793. november 24.), "az időszámításról, az év kezdetéről, és szerkezetéről, valamint a napok és hónapok nevéről" szóló rendelet a Pluviose (kúpos ékezet nélküli) változatot írta elő. Az ékezet használata azonban – pontosan meg nem határozható időponttól – fokozatosan terjedt el, ezért a kor írott emlékei közül több ezren ékezet nélküli változat fordul elő.
1806. január 1-jén a franciák visszatértek a Gergely-naptár használatára, ezért a XIV. esztendőben Eső hava már nem volt.

## Átszámítás
| I. év | II. év | III. év | V. év | VI. év | VII. év |

| január | 1793 | 1794 | 1795 | 1797 | 1798 | 1799 | február |

| I. év | II. év | III. év | V. év | VI. év | VII. év |

| január | 1793 | 1794 | 1795 | 1797 | 1798 | 1799 | február |

| IV. év | VIII. év | IX. év | X. év | XI. év | XIII. év |

| január | 1796 | 1800 | 1801 | 1802 | 1803 | 1805 | február |

| IV. év | VIII. év | IX. év | X. év | XI. év | XIII. év |

| január | 1796 | 1800 | 1801 | 1802 | 1803 | 1805 | február |

| XII. év |

| január | 1804 | február |

| XII. év |

| január | 1804 | február |

## Napjai
| A "Pluviôse" hónap napjai | A "Pluviôse" hónap napjai | A "Pluviôse" hónap napjai   | A "Pluviôse" hónap napjai | A "Pluviôse" hónap napjai | A "Pluviôse" hónap napjai | A "Pluviôse" hónap napjai       |
| ------------------------- | ------------------------- | --------------------------- | ------------------------- | ------------------------- | ------------------------- | ------------------------------- |
|                           | 1. dekád                  | 1. dekád                    | 2. dekád                  | 2. dekád                  | 3. dekád                  | 3. dekád                        |
| Primidi                   | 1.                        | Lauréole (boroszlán)        | 11.                       | Ellébore (hunyor)         | 21.                       | Thlaspi (tarsóka)               |
| Duodi                     | 2.                        | Mousse (moha)               | 12.                       | Brocoli (brokkoli)        | 22.                       | Thimelé (henye boroszlán)       |
| Tridi                     | 3.                        | Fragon (spárgatövis)        | 13.                       | Laurier (bebér)           | 23.                       | Chiendent (tarack)              |
| Quartidi                  | 4.                        | Perce Neige (hóvirág)       | 14.                       | Avelinier (mogyoróbokor)  | 24.                       | Trainasse (inda)                |
| Quintidi                  | 5.                        | Taureau (bika)              | 15.                       | Vache (tehén)             | 25.                       | Lièvre (mezei nyúl)             |
| Sextidi                   | 6.                        | Laurier thym (téli bangita) | 16.                       | Buis (bukszus)            | 26.                       | Guèdre (festő csülleng)         |
| Septidi                   | 7.                        | Amadouvier (tarlógomba)     | 17.                       | Lichen (zuzmó)            | 27.                       | Noisetier (mogyorócserje)       |
| Octidi                    | 8.                        | Mézéréon (farkasboroszlán)  | 18.                       | If (tiszafa)              | 28.                       | Cyclamen (ciklámen)             |
| Nonidi                    | 9.                        | Peuplier (nyárfa)           | 19.                       | Pulmonaire (tüdőfü)       | 29.                       | Chélidoine (vérehulló fecskefű) |
| Decadi                    | 10.                       | Coignée (balta)             | 20.                       | Serpette (metszőkés)      | 30.                       | Traineau (szán)                 |